# Смерть робітника
Смерть робітника (англ. Workingman's Death) — австрійсько-німецький документальний фільм режисера Міхаеля Главоггера. Прем'єра відбулася у 2005 на Венеційському кінофестивалі. Фільм розповідає про складні умови в яких робітники заробляють собі на життя в декількох країнах по всьому світу. Перший епізод фільму розказує про роботу нелегальних вугільних шахт-копанок на Донбасі.
Всього фільм складається з 5 епізодів, які зображують небезпечні умови праці по всьому світу та епілогу, в якому показано колишній німецький промисловий комплекс, який був перетворений на парк відпочинку:
1. Герої — Гірники Донбасу, Україна
2. Привиди — Носії сірки в Іджен, Індонезія
3. Леви — М'ясники на ринку просто неба в Порт-Харкорт, Нігерія
4. Брати — Зварювальники в кораблерозбірному доці, Пакистан
5. Майбутнє — сталеплавильники Ляонін, Китай
6. Епілог — Молодь в ландшафтному парку Дуйсбург-Норд, Німеччина